# Podagricomela cuprea
Podagricomela cuprea es una especie de insecto coleóptero de la familia Chrysomelidae. Fue descrita en 1990 por Wang.